# 960 (číslo)
Devět set šedesát je přirozené číslo. Římskými číslicemi se zapisuje CMLX a řeckými číslicemi ϡξ´. Následuje po čísle devět set padesát devět a předchází číslu devět set šedesát jedna.

## Matematika
960 je:
- Jedenáctiúhelníkové číslo
- Abundantní číslo
- Složené číslo
- Nešťastné číslo
- Součet šesti po sobě jdoucích prvočísel (149 + 151 + 157 + 163 + 167 + 173)

## Astronomie
- (960) Birgit je planetka hlavního pásu, kterou objevil v roce 1921 Karl Wilhelm Reinmuth
- NGC 960 je spirální galaxie v souhvězdí Velryby

## Ostatní
- +960 je mezinárodní telefonní předvolba Malediv
- Chess960 je varianta šachu

## Roky
- 960
- 960 př. n. l.